# Pseudolmedia
Pseudolmedia é um género botânico pertencente à família Moraceae.

## Espécies selecionadas
- Pseudolmedia alnifolia
- Pseudolmedia brosimifolia
- Pseudolmedia bucidaefolia
- Pseudolmedia coriacea
- Pseudolmedia eggersii
- Pseudolmedia ferruginea
- Pseudolmedia gentryi
- Pseudolmedia glabrata
- Pseudolmedia guaranitica
- Pseudolmedia havanensis
- Pseudolmedia hirsuta
- Pseudolmedia laevigata
- Pseudolmedia laevis
- Pseudolmedia oxyphyllaria
- Pseudolmedia spuria (Sw.) Griseb. - macagua amarilla de Cuba[2]